# 鷹ノ巣駅
鷹ノ巣駅（たかのすえき）は、秋田県北秋田市松葉町にある、東日本旅客鉄道（JR東日本）奥羽本線の駅である。
本記事では、隣接している秋田内陸縦貫鉄道秋田内陸線の鷹巣駅（たかのすえき）についても、併せて記述する。

## 概要
秋田内陸線が国鉄阿仁合線だった時代には鷹ノ巣駅という1つの駅だったが、第三セクター転換時に秋田内陸縦貫鉄道の駅舎が敷地内西側に別に建てられ、同鉄道全線開業時に鷹巣駅と改称した。これは、鷹巣町が北秋田市へと合併する前の表記に合わせたことによる。JRと秋田内陸縦貫鉄道の改札は別になっているが、ホームは繋がっており、実質的には同一駅である。
JRと秋田内陸縦貫鉄道はレールがつながっており、当駅を経由する両線間の直通運転は2009年度（平成21年度）には25本あり、青森ねぶた祭や桜の開花期に合わせて運行されており、2015年（平成27年）でも弘前 - 鷹巣 - 角館間で臨時快速列車（森吉山麓紅葉号など）が運行されている。ただし、手動で分岐器を動かしてレールの切り替え、列車の入換作業をする必要があり、その作業に30分ほどかかっている。信号機や連動装置などを整備して分岐を自動化するには1億6000万円の費用が必要と試算されており、導入の是非が議論されている。

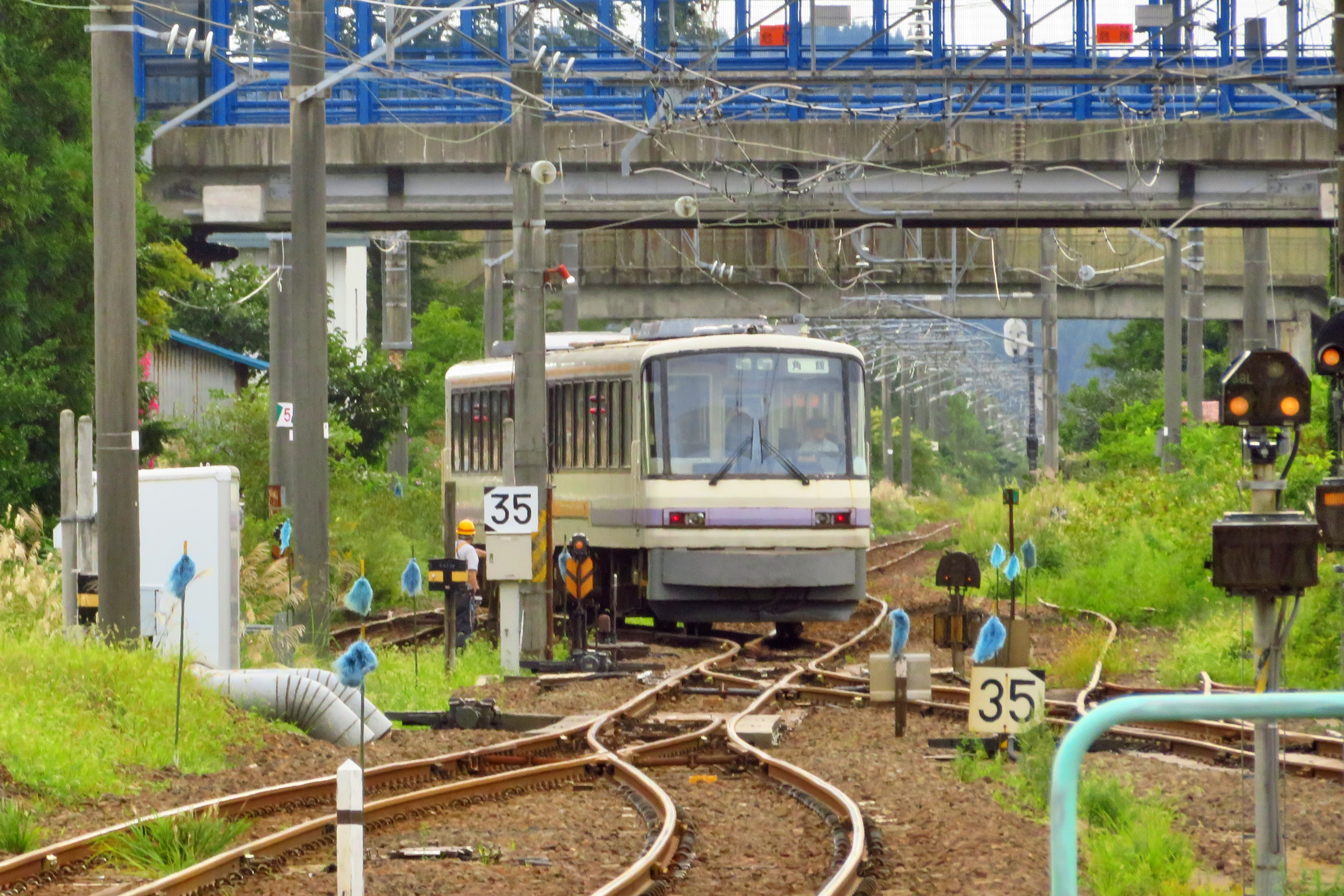
JRから秋田内陸縦貫鉄道への入換作業（2018年9月）

## 歴史
- 1900年（明治33年）10月7日：官設鉄道である奥羽北線（現在の奥羽本線）の一般駅として鷹ノ巣駅が北秋田郡鷹巣町に開業[1]。
- 1934年（昭和9年）12月10日：国鉄阿仁合線が開業する[4]。
- 1947年（昭和22年）8月12日：昭和天皇の戦後巡幸があり、弘前駅発 - 鷹ノ巣駅着、鷹ノ巣駅発 - 羽後飯塚駅着のお召し列車が運転[5]。天皇は駅歩廊にて、同年発生した水害の復旧に携わった職員らに「ご会釈」の挨拶[6]。
- 1961年（昭和36年）9月1日：乗降場番号を変更[新聞 2]。
- 1973年（昭和48年）7月21日：鷹ノ巣駅にみどりの窓口がオープン[新聞 3]。
- 1984年（昭和59年）2月1日：貨物の取り扱いを廃止[7]。
- 1986年（昭和61年）
  - 11月1日：荷物扱いを廃止[7]。阿仁合線が秋田内陸縦貫鉄道に転換する[8]。
  - 12月20日：直営のハンバーガーショップ「パナデリア・アッキー」が開店[新聞 4]。
- 1987年（昭和62年）4月1日：国鉄分割民営化により、奥羽本線の駅はJR東日本の駅になる[7]。
- 1989年（平成元年）4月1日：秋田内陸縦貫鉄道の全線開業に合わせ、同鉄道の駅は鷹巣駅と改称する[8][新聞 5]。
- 2006年（平成18年）3月16日：JR駅のみどりの窓口を廃止[新聞 6]。同月、「もしもし券売機Kaeruくん」設置[新聞 7]。
- 2007年（平成19年）：直営のハンバーガーショップ「パナデリア・アッキー」が閉店[新聞 8]。
- 2012年（平成24年）
  - 2月8日：「もしもし券売機Kaeruくん」の営業を終了し、指定席券売機の利用を開始[報道 1]。
  - 7月27日：えきなかショップ「7 to 7」オープニングセレモニーを挙行[9]。
- 2014年（平成26年）
  - 7月：えきなかショップ「7 to 7」が閉店[10]。
  - 9月25日：北秋田市鷹巣駅前観光案内所オープニングセレモニーを挙行[10]。
- 2015年（平成27年）10月1日：JR駅が業務委託化。鷹ノ巣駅長・助役を廃止し、大館駅長管理下となる。同時に夜間早朝の駅員配置がなくなる[要出典]。
- 2018年（平成30年）12月1日：大館駅の業務委託化に伴い、東能代駅に管理駅が変更となる。
- 2019年（平成31年）4月26日：秋田内陸線旅行センターにおけるJR券・航空券の取り扱いを終了。
- 2024年（令和6年）10月1日：えきねっとQチケのサービスを開始[11][報道 2]。

## 駅構造
両社の駅は駅名が異なり、かつ駅舎も個別に設けられているが、構内は共用しており改札内の乗り継ぎが可能となっている。また、両社の線路も繋がっている。

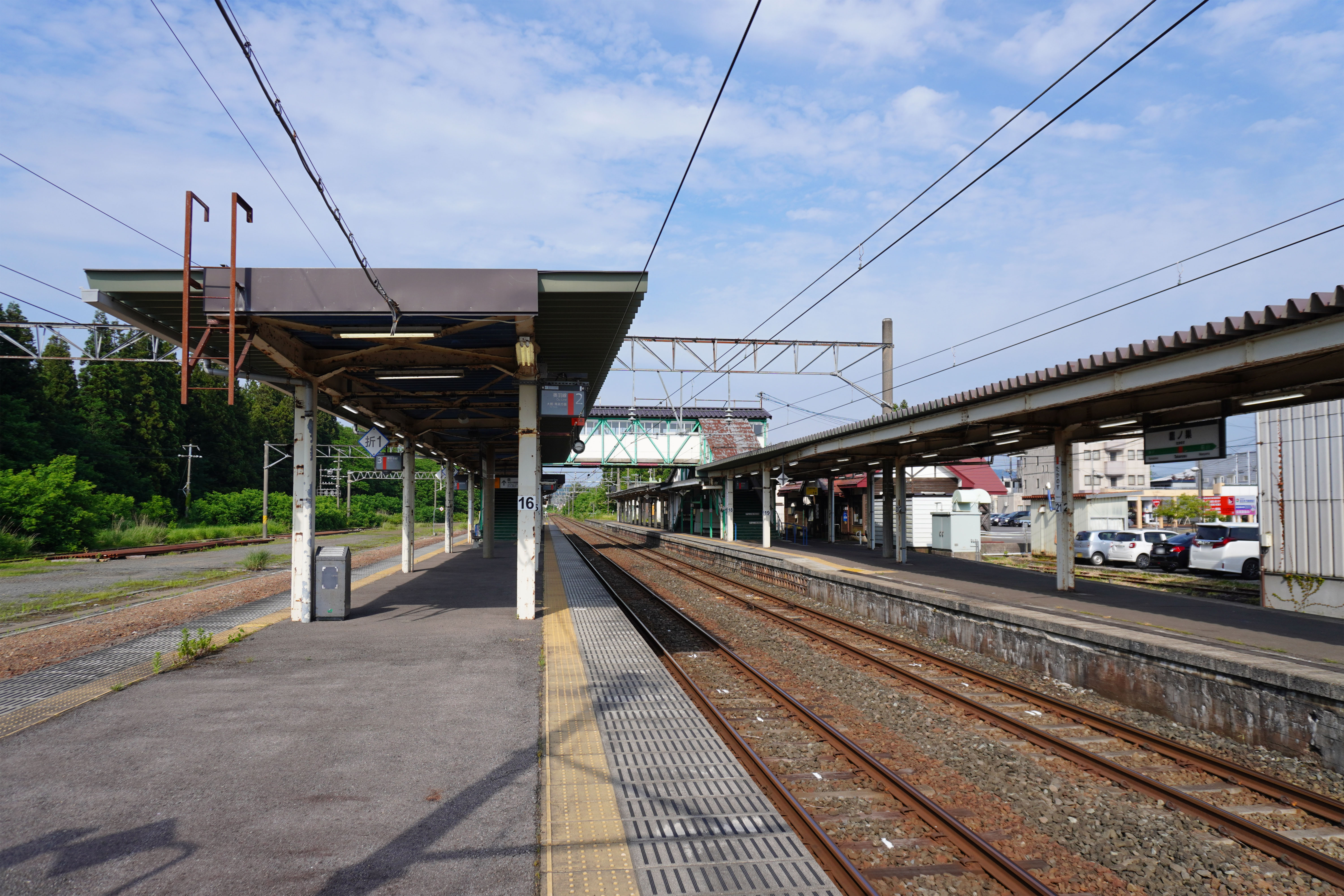
駅構内 右端は秋田内陸線、他は奥羽本線 （2024年6月）
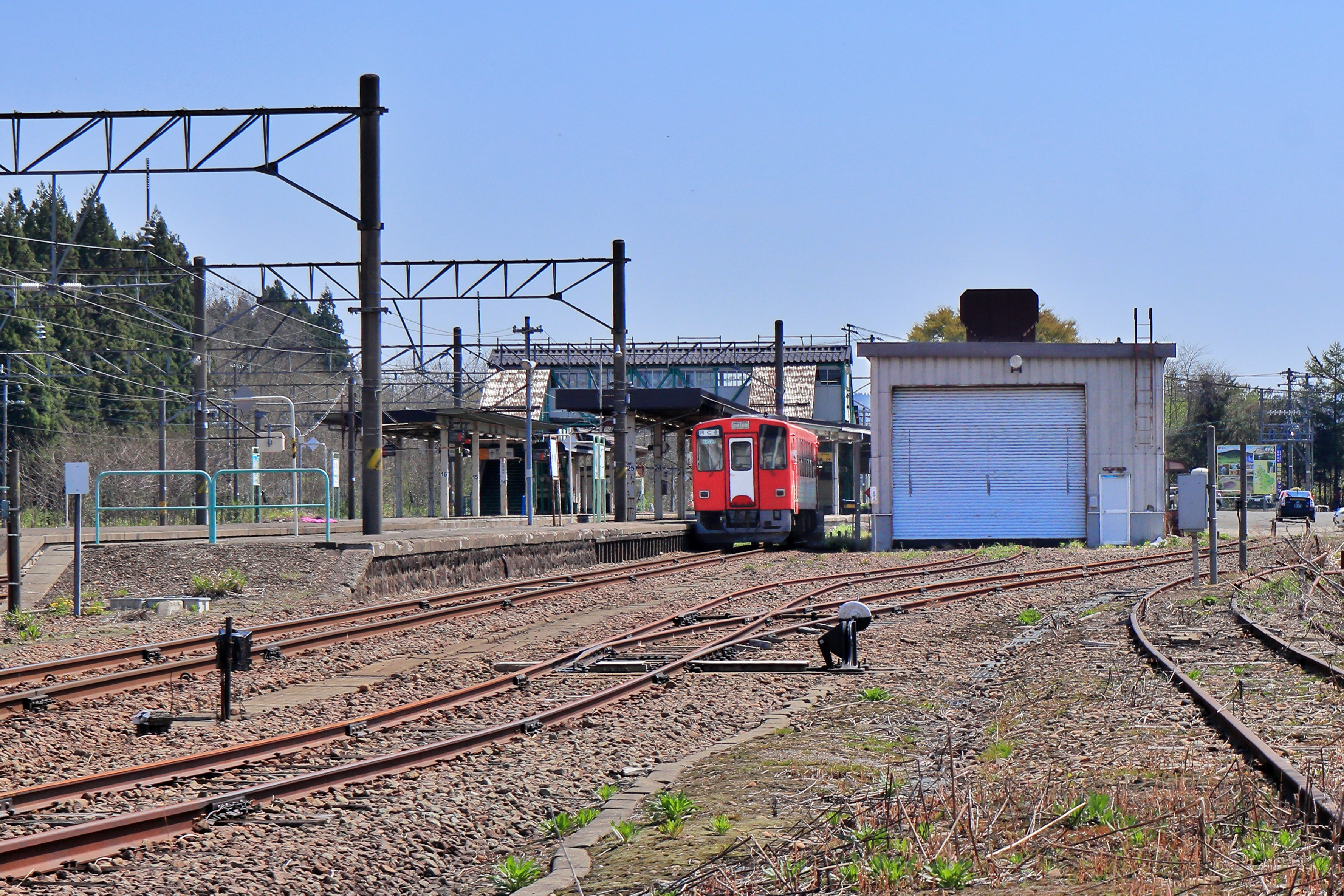
秋田内陸線のプラットホームと車庫 （2022年5月）

### JR東日本
単式ホーム1面1線と島式ホーム1面2線、計2面3線のホームを持つ地上駅である。互いのホームは跨線橋で連絡している。1番線には北秋田市に伝わる「牛の一枚皮を使った世界一の和太鼓」と書かれたモニュメントが展示されている。
東能代駅管理の業務委託駅（JR東日本東北総合サービスが受託）。直営駅時代は管理駅でもあり、前山駅・糠沢駅の2駅を管理していた。駅舎には自動券売機、指定席券売機、待合室のほか、観光案内所が設置されている。2006年（平成18年）にみどりの窓口が廃止され、その代替として「もしもし券売機Kaeruくん」が設置されたが、2012年（平成24年）に営業終了し撤去された。

#### のりば
| 番線 | 路線      | 方向 | 行先           |
| ---- | --------- | ---- | -------------- |
| 1    | ■奥羽本線 | 上り | 秋田方面       |
| 2・3 | ■奥羽本線 | 下り | 大館・青森方面 |

- 3番線は当駅始発の下り列車が使用する。なお、上下共用の待避線であり、両方向の発着と折り返しに対応している。

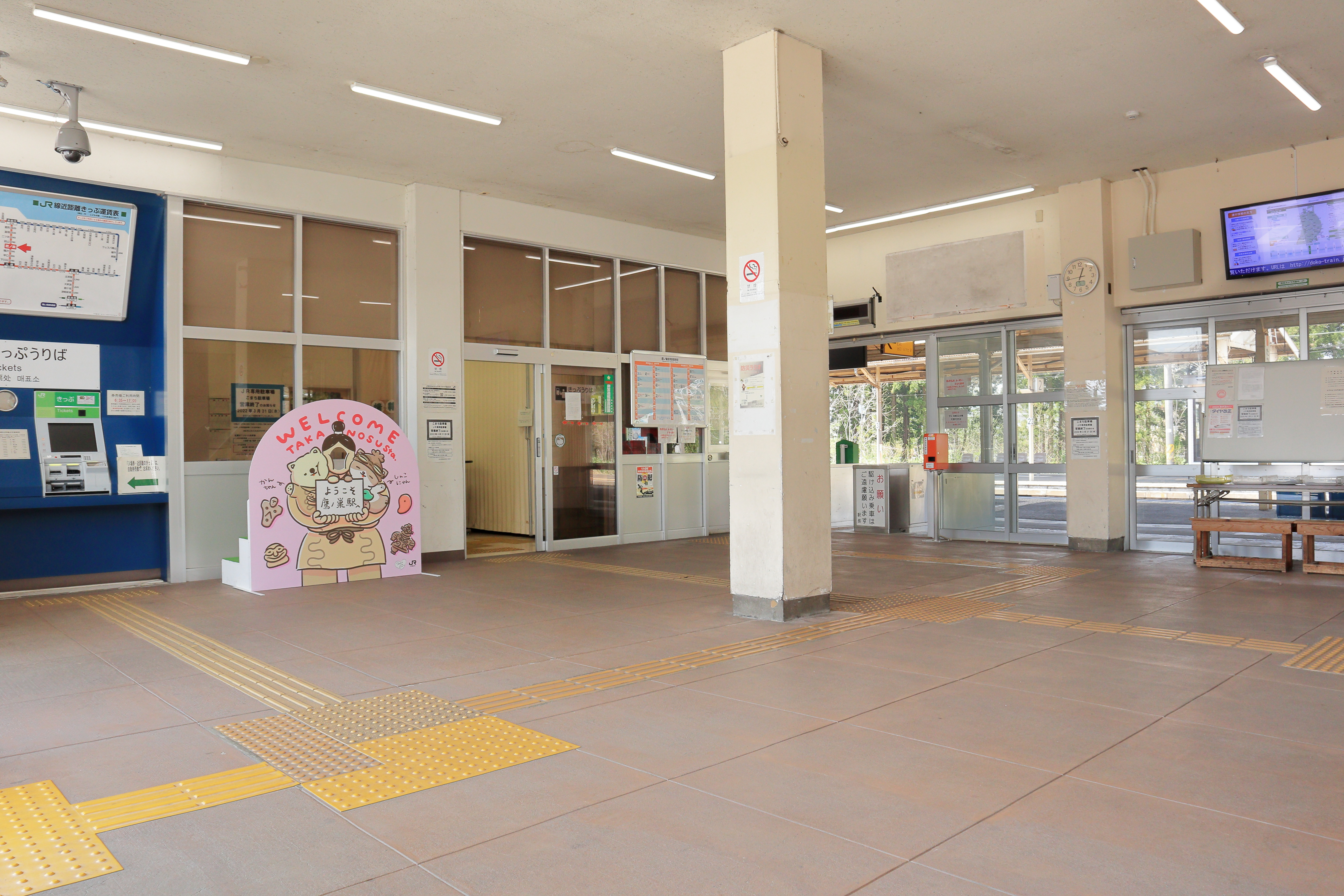
改札口と切符売り場（2022年5月）
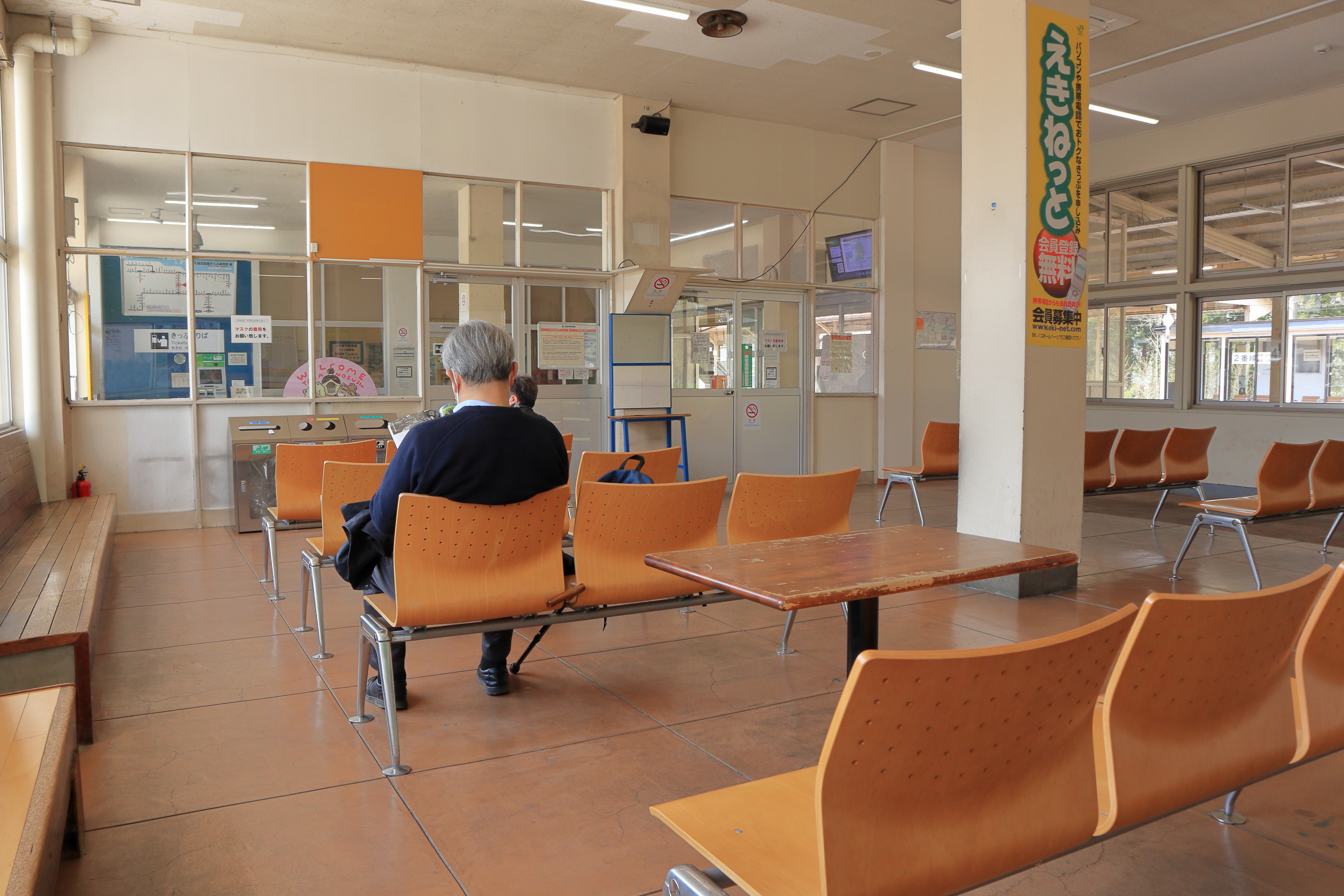
待合室（2022年5月）
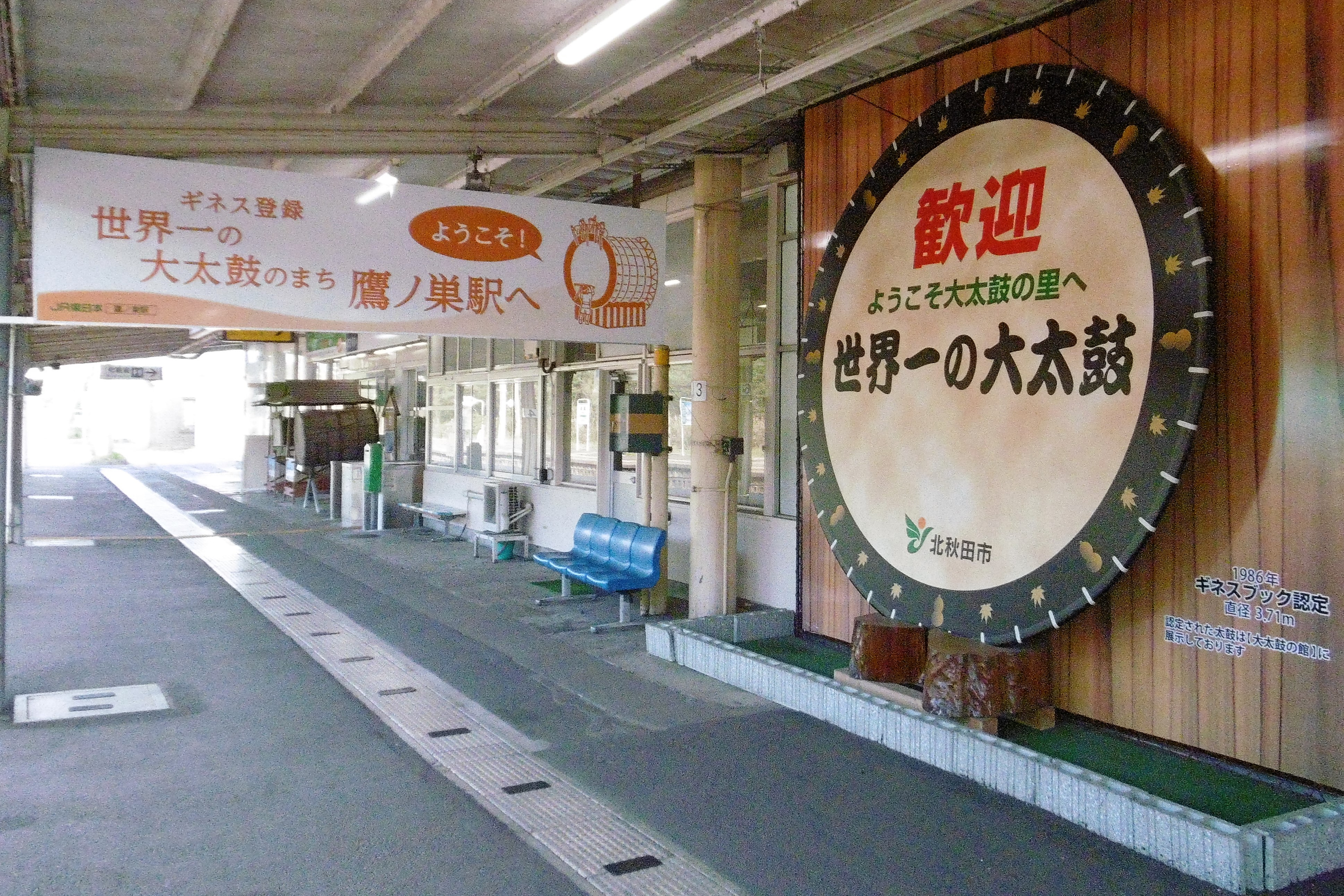
和太鼓のモニュメント（2016年10月）

### 秋田内陸縦貫鉄道
頭端式ホーム1面1線を有する地上駅。JR1番線の秋田寄りにある。
社員配置駅。駅舎には出札窓口のほか、秋田内陸線旅行センター（旅行商品のみ取り扱い）がある。

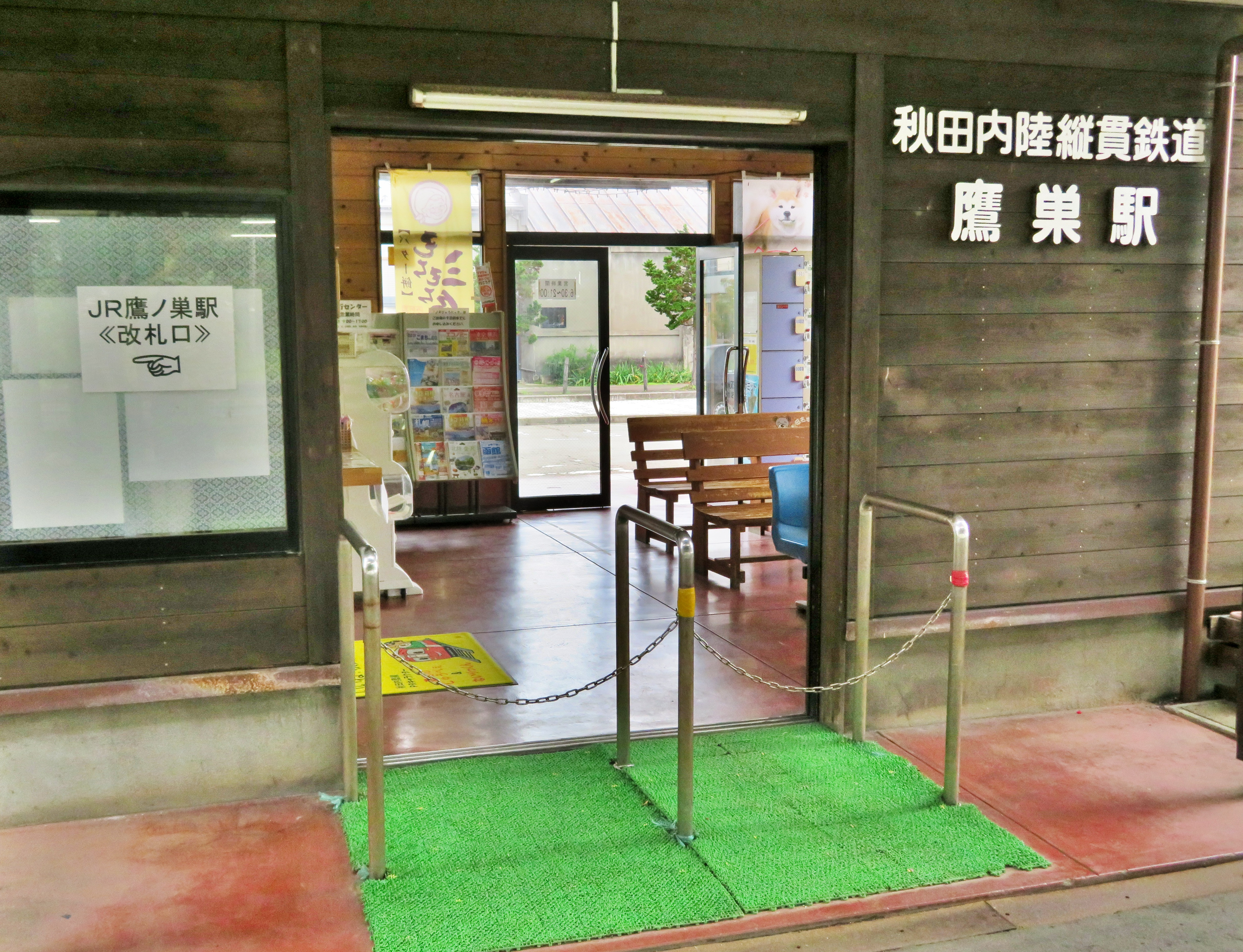
改札口（2018年9月）
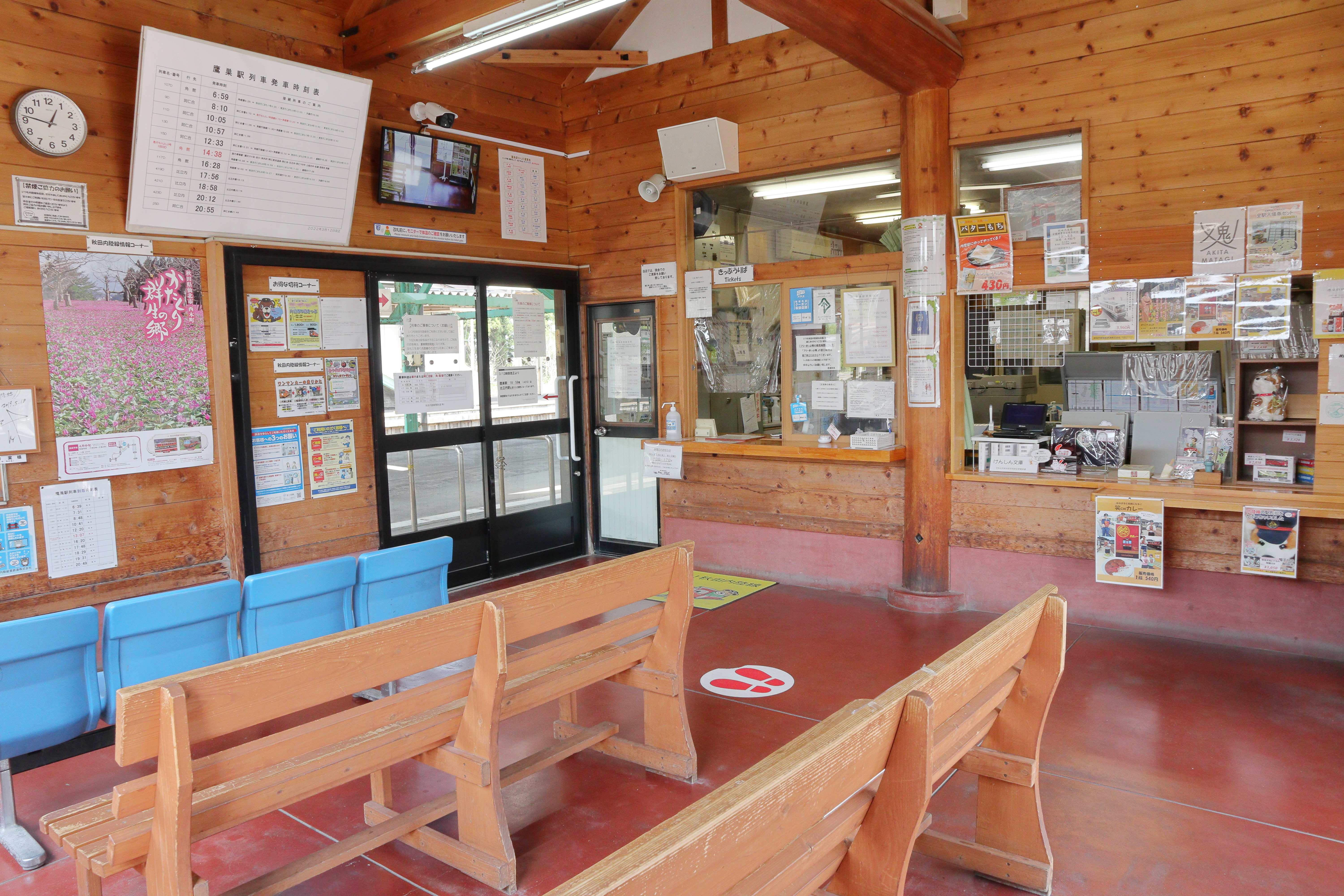
出札窓口（2022年5月）
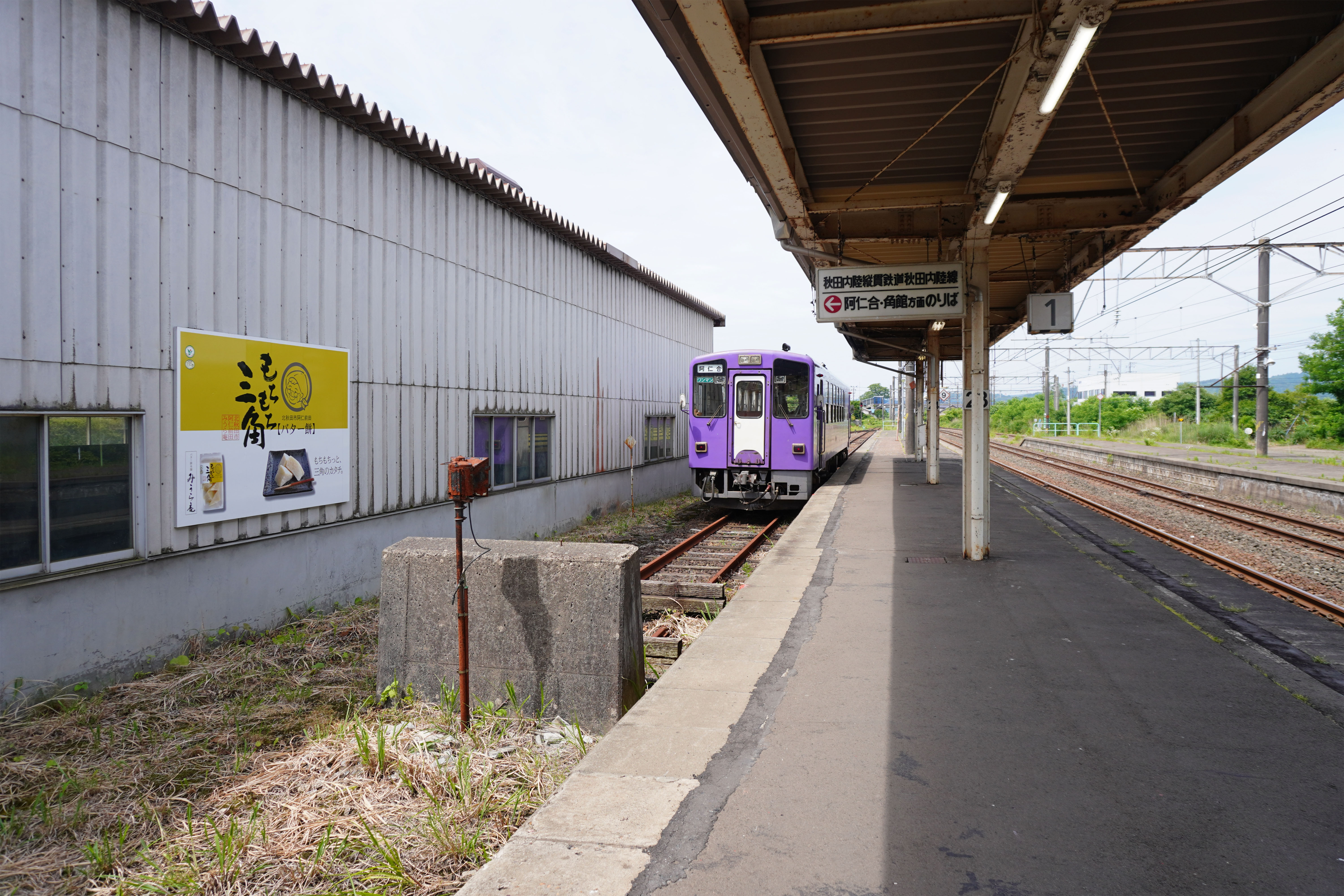
ホーム（2024年6月）

## 利用状況

### JR東日本
2023年度（令和5年度）の1日平均乗車人員は440人である。
2000年度（平成12年度）以降の推移は以下のとおりである。
| 1日平均乗車人員推移 | 1日平均乗車人員推移 | 1日平均乗車人員推移 | 1日平均乗車人員推移 | 1日平均乗車人員推移 |
| 年度                | 定期外              | 定期                | 合計                | 出典                |
| ------------------- | ------------------- | ------------------- | ------------------- | ------------------- |
| 2000年（平成12年）  |                     |                     | 893                 | [ JR 2 ]            |
| 2001年（平成13年）  |                     |                     | 852                 | [ JR 3 ]            |
| 2002年（平成14年）  |                     |                     | 787                 | [ JR 4 ]            |
| 2003年（平成15年）  |                     |                     | 749                 | [ JR 5 ]            |
| 2004年（平成16年）  |                     |                     | 726                 | [ JR 6 ]            |
| 2005年（平成17年）  |                     |                     | 694                 | [ JR 7 ]            |
| 2006年（平成18年）  |                     |                     | 673                 | [ JR 8 ]            |
| 2007年（平成19年）  |                     |                     | 671                 | [ JR 9 ]            |
| 2008年（平成20年）  |                     |                     | 674                 | [ JR 10 ]           |
| 2009年（平成21年）  |                     |                     | 663                 | [ JR 11 ]           |
| 2010年（平成22年）  |                     |                     | 624                 | [ JR 12 ]           |
| 2011年（平成23年）  |                     |                     | 646                 | [ JR 13 ]           |
| 2012年（平成24年）  | 165                 | 463                 | 629                 | [ JR 14 ]           |
| 2013年（平成25年）  | 165                 | 513                 | 678                 | [ JR 15 ]           |
| 2014年（平成26年）  | 153                 | 484                 | 638                 | [ JR 16 ]           |
| 2015年（平成27年）  | 145                 | 502                 | 648                 | [ JR 17 ]           |
| 2016年（平成28年）  | 137                 | 446                 | 584                 | [ JR 18 ]           |
| 2017年（平成29年）  | 137                 | 440                 | 578                 | [ JR 19 ]           |
| 2018年（平成30年）  | 127                 | 454                 | 581                 | [ JR 20 ]           |
| 2019年（令和元年）  | 114                 | 451                 | 565                 | [ JR 21 ]           |
| 2020年（令和02年）  | 67                  | 408                 | 475                 | [ JR 22 ]           |
| 2021年（令和03年）  | 69                  | 399                 | 468                 | [ JR 23 ]           |
| 2022年（令和04年）  | 75                  | 365                 | 441                 | [ JR 24 ]           |
| 2023年（令和05年）  | 92                  | 347                 | 440                 | [ JR 1 ]            |

### 秋田内陸縦貫鉄道
| 1日乗降人員推移 | 1日乗降人員推移 |
| 年度            | 1日平均人数     |
| --------------- | --------------- |
| 2016年          | 574             |
| 2017年          | 519             |
| 2018年          | 474             |
| 2019年          | 433             |
| 2020年          | 421             |
| 2021年          | 363             |

## 駅周辺
南側は、北秋田市の中心地である鷹巣市街地が広がる。駅前からアーケードのある商店街が延び、金融機関や医療機関、市役所をはじめとする公共施設が集積している。東側の国道105号沿いには、大型商業施設が進出している。北側には、列車や鉄道施設防護の防風林があり、平坦な田園風景が広がっている。
- 北秋田市役所
- 鷹巣年金事務所
- 北秋田市立図書館
- 北秋田市文化会館
- 北秋田市交流センター
- みちのく子供風土記館
- 北秋田市民ふれあいプラザ
- 特別養護老人ホーム つむぎの彩（いろ）
- 鷹巣郵便局
- 秋田銀行鷹巣支店
- 北都銀行鷹巣支店
- 秋田県信用組合鷹巣支店
- 秋田たかのす農業協同組合本店
- 秋田県道102号大館鷹巣線
- 秋田県道24号鷹巣川井堂川線
- 北秋田市観光物産協会

## バス路線

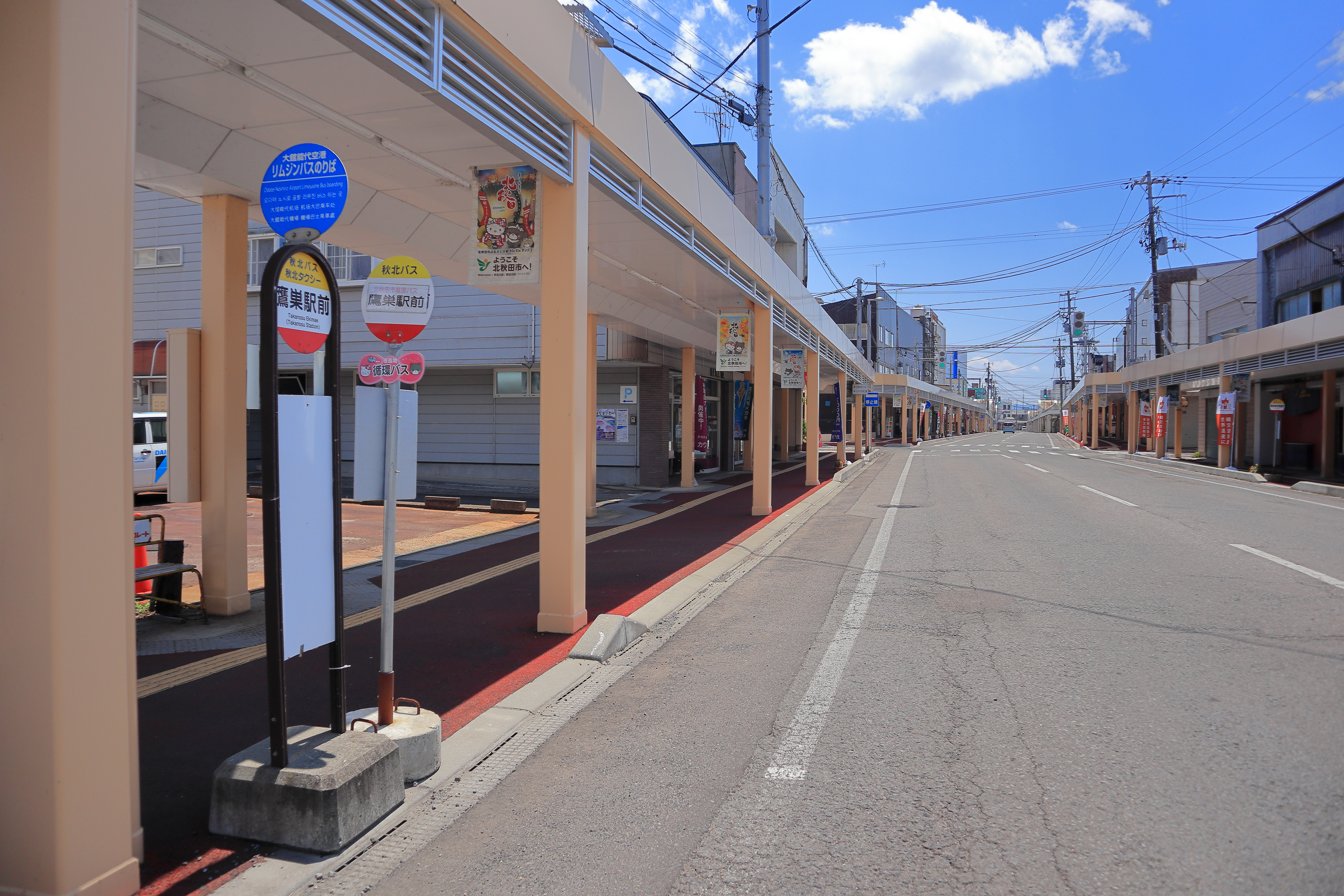
「鷹巣駅前」停留所

駅前商店街のアーケード下西側に「降車専用」が、東側に乗車用の「鷹巣駅前」停留所がある。
- 秋北バス - 北秋田市民病院・沖田面・薬師山スキー場・米内沢・大館方面。
  - 鷹巣市街地循環バス（市が秋北バスに委託） - イオンタウン鷹巣が起点・終点で、市営住宅団地や公共施設などを経由する[16]。
- 空港リムジンバス（秋北タクシー） - 大館能代空港の航空便の運航に合わせて運行[17]。

## その他
北秋田市内の観光地を結ぶ「森吉山周遊乗合タクシー」のほか、市外の「十和田湖・玉川温泉」方面へも予約制の乗合タクシーが運行している。

## 隣の駅
東日本旅客鉄道（JR東日本）
■奥羽本線
- 特急「スーパーつがる」・「つがる」停車駅

□快速
二ツ井駅 - 鷹ノ巣駅 - 早口駅
■普通
前山駅 - 鷹ノ巣駅 - *糠沢駅 - 早口駅
*:一部列車は糠沢駅を通過する。
秋田内陸縦貫鉄道
■秋田内陸線
- 急行「もりよし」発着駅

□快速（上りのみ）・■普通
鷹巣駅 - 西鷹巣駅

### 記事本文

#### 報道発表資料
1. ↑  「もしもし券売機『Kaeruくん』が指定席券売機に替わります! (PDF)」東日本旅客鉄道秋田支社。2021年2月5日閲覧。
2. ↑  「Suicaエリア外もチケットレスで! 東北エリアから「えきねっとQチケ」がはじまります (PDF)」（プレスリリース）、東日本旅客鉄道、2024年7月11日。2024年8月6日閲覧。

#### 新聞記事
1. 1 2 3  「鷹巣駅、JR乗り入れ円滑化 工事費1億6000万円」『河北新報』2010年12月11日。オリジナルの2013年8月27日時点におけるアーカイブ。2024年8月7日閲覧。
2. ↑  「お知らせ」『読売新聞』1961年9月2日、秋田読売。
3. ↑  「上ノ山、鷹ノ巣にも」『交通新聞』交通協力会、1973年7月21日、2面。
4. ↑  「秋鉄局展開、秋田・山形両県の5駅に、ハンバーガー店－日食からノウハウ」『日本経済新聞』1986年12月16日、地方経済面、東北A。
5. ↑  「＜地方点描＞「ノ」に歴史あり」『秋田魁新報』秋田魁新報社、2012年7月19日、朝刊、24面。
6. ↑  「JR東日本 「みどりの窓口」廃止へ 県内8駅 湯沢市など「撤回を」」『朝日新聞』朝日新聞社、2006年3月2日、朝刊、31面。
7. ↑  「みどりの窓口リストラ」『朝日新聞』朝日新聞社、2006年7月11日、夕刊、23面。
8. ↑  「県南のJR直営ハンバーガー店閉店 高校生ら名残惜しむ」『秋田魁新報』2009年10月1日。

### 利用状況
1. 1 2  「各駅の乗車人員 2023年度 101位以下（6）| 企業サイト：JR東日本」東日本旅客鉄道。2025年7月22日閲覧。
2. ↑  「JR東日本：各駅の乗車人員（2000年度）」東日本旅客鉄道。2025年7月22日閲覧。
3. ↑  「JR東日本：各駅の乗車人員（2001年度）」東日本旅客鉄道。2025年7月22日閲覧。
4. ↑  「JR東日本：各駅の乗車人員（2002年度）」東日本旅客鉄道。2025年7月22日閲覧。
5. ↑  「JR東日本：各駅の乗車人員（2003年度）」東日本旅客鉄道。2025年7月22日閲覧。
6. ↑  「JR東日本：各駅の乗車人員（2004年度）」東日本旅客鉄道。2025年7月22日閲覧。
7. ↑  「JR東日本：各駅の乗車人員（2005年度）」東日本旅客鉄道。2025年7月22日閲覧。
8. ↑  「JR東日本：各駅の乗車人員（2006年度）」東日本旅客鉄道。2025年7月22日閲覧。
9. ↑  「JR東日本：各駅の乗車人員（2007年度）」東日本旅客鉄道。2025年7月22日閲覧。
10. ↑  「JR東日本：各駅の乗車人員（2008年度）」東日本旅客鉄道。2025年7月22日閲覧。
11. ↑  「JR東日本：各駅の乗車人員（2009年度）」東日本旅客鉄道。2025年7月22日閲覧。
12. ↑  「JR東日本：各駅の乗車人員（2010年度）」東日本旅客鉄道。2025年7月22日閲覧。
13. ↑  「JR東日本：各駅の乗車人員（2011年度）」東日本旅客鉄道。2025年7月22日閲覧。
14. ↑  「JR東日本：各駅の乗車人員（2012年度）」東日本旅客鉄道。2025年7月22日閲覧。
15. ↑  「各駅の乗車人員 2013年度 ベスト100以外（7）：JR東日本」東日本旅客鉄道。2025年7月22日閲覧。
16. ↑  「各駅の乗車人員 2014年度 ベスト100以外（6）：JR東日本」東日本旅客鉄道。2025年7月22日閲覧。
17. ↑  「各駅の乗車人員 2015年度 ベスト100以外（6）：JR東日本」東日本旅客鉄道。2025年7月22日閲覧。
18. ↑  「各駅の乗車人員 2016年度 ベスト100以外（7）：JR東日本」東日本旅客鉄道。2025年7月22日閲覧。
19. ↑  「各駅の乗車人員 2017年度 ベスト100以外（7）：JR東日本」東日本旅客鉄道。2025年7月22日閲覧。
20. ↑  「各駅の乗車人員 2018年度 ベスト100以外（6）：JR東日本」東日本旅客鉄道。2025年7月22日閲覧。
21. ↑  「各駅の乗車人員 2019年度 ベスト100以外（6）：JR東日本」東日本旅客鉄道。2025年7月22日閲覧。
22. ↑  「各駅の乗車人員 2020年度 101位以下（6）| 企業サイト：JR東日本」東日本旅客鉄道。2025年7月22日閲覧。
23. ↑  「各駅の乗車人員 2021年度 101位以下（6）| 企業サイト：JR東日本」東日本旅客鉄道。2025年7月22日閲覧。
24. ↑  「各駅の乗車人員 2022年度 101位以下（6）| 企業サイト：JR東日本」東日本旅客鉄道。2025年7月22日閲覧。